# Abandono escolar

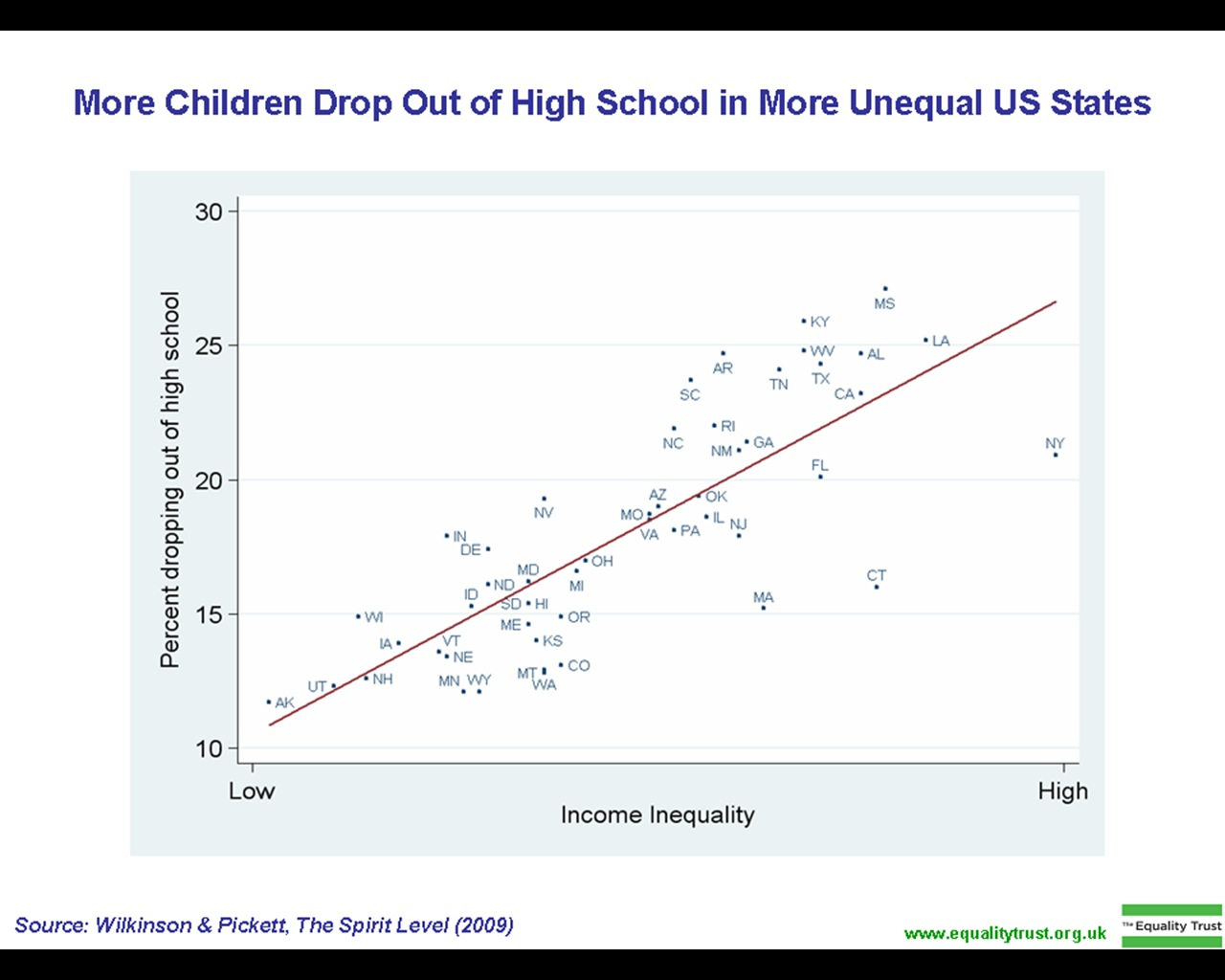
El abandono escolar es mayor en los estados más desiguales de EE. UU.

El abandono escolar consiste en que una persona que se encuentra estudiando un determinado nivel deja el sistema educativo antes de graduarse (recibirse). También se denomina abandono escolar temprano. No debe confundirse con el fracaso escolar, que se produce cuando una persona suspende los exámenes de grado.
Es el resultado de un proceso complejo, que en muchas ocasiones tiene antecedentes en etapas tempranas de la trayectoria educativa y deriva en una decisión (no estrictamente voluntaria) en la que intervienen preferencias, expectativas y restricciones que enfrentan los jóvenes, así como por una falta de apoyos familiares, escolares y comunitarios.
En algunos países donde se hace cumplir la normativa sobre educación obligatoria y prohibición del trabajo infantil, se habla de abandono escolar para  referirse a los jóvenes de 18 a 24 años que no prosiguen estudiando más allá de la etapa obligatoria, mientras que se utiliza "fracaso escolar" para la población de hasta 16 años que no logra el grado de la educación obligatoria. Pero en otros países se puede producir abandono escolar ya en la educación primaria, porque los padres sacan de la escuela a sus hijos varones para ponerlos a trabajar, y a las niñas, para casarlas.
El abandono escolar es un problema que se ve a diario y se ha convertido en un foco de acciones de los diferentes actores del sistema educativo.
Se busca disminuir el abandono escolar mediante programas que intentan identificar las causas. Las razones del abandono se encuentran también en  problemas familiares, falta de recursos económicos, desinterés de los padres por la preparación de sus hijos, problemas de salud y embarazos a temprana edad.

## Panorama actual
El abandono escolar es una problemática socioeducativa muy importante en América Latina. Según Unesco, al terminar la década de 2010, más de 36 millones de personas adultas no sabían leer y escribir. Además, de acuerdo con el SITEAL, el 8% de la población latinoamericana de entre 15 y 25 años no había completado sus estudios de nivel primario. Sólo el 54% de los jóvenes de entre 25 y 35 años había terminado sus estudios del nivel medio. El sistema educativo no logró evitar la reproducción de las desventajas sociales de origen de los estudiantes. El 18% de los adolescentes y jóvenes que residen en las áreas rurales de Latinoamérica no culminó sus estudios primarios y apenas el 20% se graduó del nivel medio. En cambio, los adolescentes y jóvenes de los estratos sociales más favorecidos tienen, de acuerdo con el SITEAL, el doble de probabilidades de completar sus estudios del nivel medio que sus pares de los estratos sociales más bajos.

## Acceso a la escuela y finalización
Al considerar el acceso a la escuela y la graduación, el panorama educativo regional es alentador. La proporción de jóvenes de 25 a 35 años que accedió al nivel medio creció un 17% durante la última década. Además, el porcentaje que se graduó del nivel aumentó un 37%. En el nivel superior, también se vio una mejora. En los primeros años de la década de 2010 el acceso de los jóvenes al nivel superior aumentó más del 44%.

## Qué pasa con los jóvenes en el nivel medio
Hay cuatro grandes grupos de países según su punto de partida, es decir de acuerdo con el porcentaje de jóvenes de 25 a 35 años que entró al nivel medio en el 2001.[cita requerida]

### El Salvador, Guatemala, Honduras y Nicaragua
En el primer grupo que incluye a El Salvador, Guatemala, Honduras y Nicaragua, el acceso al nivel medio era el más bajo de la región hacia el año 2000. Una década después estos países continúan igual. Los esfuerzos realizados fueron insuficientes para revertir esta desventaja inicial. Esto sucede aún en El Salvador el acceso creció en 26 puntos porcentuales. En estos países la proporción de jóvenes de entre 25 y 35 años que accedieron al nivel medio oscila en un rango que va desde el 36% en Guatemala al 61% en El Salvador.
En estos países el sistema educativo no pudo retener a los estudiantes hasta culminar el nivel. En El Salvador, por ejemplo, se observa que la proporción de graduados del nivel entre quienes accedieron se redujo en un 33%. Esto tiene su correlato en la proporción de graduados. El incremento en la proporción de jóvenes de entre 25 y 35 años que se tituló del nivel medio es el más bajo de la región, está entre el 1 y 5%. En el nivel superior, sólo uno de cada diez jóvenes continuó estudiando luego de finalizar el nivel medio.

### Paraguay, Bolivia y Costa Rica
El segundo grupo está conformado por Paraguay, Bolivia y Costa Rica. Son países con bajo nivel de acceso al nivel medio pero superior al del grupo anterior. En ellos se ve el mayor crecimiento de la cantidad de niños que acceden a la escuela. Al igual que en el caso anterior, estos esfuerzos no fueron suficientes. En 2010, la brecha que los distancia de los países más avanzados se redujo pero continúan siendo países con bajo acceso al nivel medio.
La capacidad del sistema educativo para retener a los estudiantes hasta al menos finalizado el nivel se expandió levemente. Esto se tradujo en un aumento en la proporción de graduados del nivel que extendió su influencia al nivel superior. En estos países la proporción de jóvenes que continuó estudiando luego de finalizado el nivel medio se duplicó. Incluso en Paraguay se triplicó en tan sólo una década.

### República Dominicana, México, Colombia y Ecuador
En el tercer grupo se ubica República Dominicana, México, Colombia y Ecuador. Allí muchos jóvenes entraron al nivel medio en el 2000. La expansión en el acceso en estos países es más baja que en el grupo anterior, pero importante. El aumento en la capacidad de retención del sistema fue mayor que en el grupo anterior. El aumento en el acceso a la escuela y en la retención de los estudiantes produjo un crecimiento importante de la proporción de graduados y del nivel superior, similar a la del grupo anterior.

### Argentina, Chile, Brasil, Uruguay y  Panamá
El quinto grupo con Argentina, Chile, Brasil, Uruguay y  Panamá incluye a los países con mayor proporción de jóvenes que accedieron al nivel medio. Con excepción de Panamá la expansión del nivel medio en este grupo de países fue muy considerable. La capacidad de retención del sistema también aumentó sensiblemente.
Brasil merece ser especialmente destacado. En este país la retención del sistema educativo, medida como el aumento en la proporción de graduados entre quienes accedieron al nivel medio, supera los 15 puntos porcentuales. No obstante, en este país los importantes logros en el nivel medio no encuentran su correlato en el nivel superior. La proporción de jóvenes que sigue estudiando es mucho más baja que en Argentina, Chile Uruguay y Panamá.

## Comparación de alumnos matriculados y no matriculados de nivel superior en México y Colombia entre 2016 y 2022

#### Población joven en México y Colombia (2016-2022)
En 2016, la población joven en México representaba el 27.2% de la población total, equivalente a aproximadamente 33.38 millones de personas. En Colombia, en el mismo año, el 24% de su población total eran jóvenes, lo que correspondía a alrededor de 11.56 millones de personas. Para el año 2022, en México, el porcentaje de población joven fue del 25.1%, lo que equivale a unos 32.648 millones de personas. En Colombia, el 22.5% de su población total era joven, lo que representaba aproximadamente 11.61 millones de personas. 

#### Población joven con matrícula universitaria.
En México, la matrícula universitaria ha crecido en los últimos años. De acuerdo con los estudios de la SEP (2024) , en el ciclo escolar del 2016- 2017, México contaba con un total de 3,822, 603 estudiantes universitarios activos. De estos, 1,923,283 eran hombres y 1,899,320 eran mujeres. En el ciclo escolar del 2022-2023 se experimentó un incremento, con un total de 4,623,933 estudiantes universitarios activos. De los cuales, 2,180,038 son hombres y 2,443,895 son mujeres, lo que representa un aumento del 20.96% desde el ciclo escolar del 2016-2017 al 2022- 2023.  Esto sugiere que no solo creció el número de estudiantes universitarios, sino que también hubo un cambio en cuestión de la brecha de género. Actualmente, hay más mujeres estudiando en la universidad en México que hombres, mientras que hace unos años era al revés.
Por otro lado, en Colombia la matrícula universitaria ha experimentado un aumento, aunque no a gran escala. Según cifras del Ministerio de Educación Nacional (MEN, 2024) en Colombia, en el mismo periodo, hay 2.394.434 estudiantes universitarios activos, donde 1,266,120 son mujeres y 1,128,314 son hombres. Para el año 2022, había 2,466,228 estudiantes universitarios activos, de los cuales 1,318,019 son mujeres y 1,148,209 son hombres. En Colombia, hubo un incremento del 2.99% y, aunque no fue tan notorio como el de México, no hubo un descenso de estudiantes matriculados. Además es interesante que se mantuvo en mayoría de estudiantes universitarios del sexo femenino que el masculino.

#### Población joven sin matrícula universitaria.
El abandono de estudios universitarios es un desafío que enfrentan tanto México como Colombia, y el análisis de los datos revela la magnitud del problema, especialmente al considerar el número de alumnos no matriculados.
En base a los datos recolectados de la OECD, MEN  y la SEP. En 2016, México reportó un preocupante total de 29,557,397 jóvenes que no estaban inscritos en instituciones de educación superior, mientras que en Colombia esta cifra fue de 9,165,566. Estos números reflejan no solo una falta de acceso a la educación superior, sino también barreras como la falta de recursos económicos, la desigualdad en la distribución de oportunidades educativas y la insuficiente infraestructura educativa en algunas regiones.
Aunque en 2022 se observó una ligera disminución en el número de alumnos no matriculados en ambos países, aún persisten cifras preocupantes. México registró 28,024,067 jóvenes fuera del sistema educativo superior, mientras que en Colombia esta cifra fue de 9,143,772 jóvenes estudiantes.
Ya que los estudiantes de familias con bajos ingresos suelen enfrentar complicaciones para acceder y mantenerse en la educación superior, lo que resalta la necesidad de políticas que aborden estas problemáticas económicas y sociales.

## Enfoques conceptuales sobre el abandono escolar
La interrupción de las trayectorias escolares es un fenómeno complejo que involucra una multiplicidad de factores, por lo que es imposible establecer causalidades directas entre ellos. En esto coincide la investigación socioeducativa que hace foco en el abandono escolar. Los condicionantes analizados abarcan desde la organización de los sistemas educativos, el contexto social, la gestión escolar, la relación de los alumnos con los docentes, la situación familiar y la situación individual.
También se resalta el gran peso que tienen las pautas culturales y el universo simbólico de las familias y las escuelas en el desarrollo de expectativas, actitudes y comportamientos que coadyuvan en el bajo desempeño y en el abandono escolar.

### El enfoque transversal centrado en el individuo: abandono escolar como resultado de sus factores asociados
Muchos estudios sobre abandono escolar de este enfoque centrado en el individuo se basan en la medición del impacto de algunos factores vinculados con la interrupción de la trayectoria escolar. Una de sus características sobresalientes es la diferenciación entre factores endógenos y exógenos, institucionales e individuales.
Con la expresión factores intraescolares, endógenos o institucionales se alude comúnmente a aquellos aspectos propios de los sistemas educativos y de la organización escolar. Esos que obstaculizan el aprovechamiento de los estudiantes y la permanencia de estos en la escuela hasta la conclusión del nivel. De acuerdo con Roman y otros investigadores, allí se consideran categorías que se refieren al rendimiento escolar, la preparación docente, la gestión y el liderazgo de directivos y autoridades educativos, la relación entre el docente y el alumno, la pertinencia de los planes de estudio y la reprobación, entre otros.
En contraste, los factores individuales, extraescolares, exógenos al sistema educativo vinculados con la interrupción de las trayectorias escolares son aquellos que escapan de la influencia directa de la comunidad educativa y, en general, de todo el sistema educativo. En este caso, se refiere a los aspectos referentes a la estructura socioeconómica, política y cultural que dificultan la permanencia de los jóvenes en la escuela. Entre estos factores están, según Beyer, las condiciones de marginalidad, pobreza, vulnerabilidad social, el ingreso al mundo del trabajo, la segmentación social, la inestabilidad económica, el mantenimiento de tasas de bajo crecimiento y el alto desempleo en las sociedades.
Como factores exógenos también se asocian algunas problemáticas cada vez más comunes entre la juventud, como las adicciones y el embarazo temprano en adolescentes. El común denominador de estos factores consiste en que la responsabilidad en su producción y reproducción se atribuyen a agentes extraescolares (…) el Estado, la comunidad, el mercado, los grupos de pares y la familia.

#### Críticas al enfoque de abandono escolar como resultado de sus factores asociados
Este enfoque centrado en los factores asociados al abandono escolar es muy cuestionado por varios autores. Briscioli y Canciano destacan que en este modo de abordar conceptualmente el abandono escolar radica uno de sus principales límites. Se enumeran factores y se explica su correlación con lo que puede pasar en lugar de señalar lo que sucede. Según ellos, esta probabilística sociológica más que aportar al debate, refuerza prejuicios y construye estereotipos que en general recaen sobre determinados grupos poblacionales, ya estigmatizados.
Tal como señala Delhi el alumno que abandona adquiere su significado negativo en relación con sus opuestos: el alumno exitoso y competitivo. Este aprendiz permanente después deseará convertirse en el trabajador habilidoso y conocedor con capacidad y flexibilidad para ajustarse a un futuro cambiante y tecnológico. En contraste con el niño ‘normal’, al que le gusta la escuela y hace las cosas bien, el que abandona aparece como un registro patológico de la ignorancia y olvido familiar, de la pobreza de la familia.

### El enfoque procesual: el abandono escolar como hito en una trayectoria
Considerar sólo los factores en el momento en que se abandona la escuela es un enfoque limitado que reduce un fenómeno complejo. Se debe observar toda la trayectoria escolar. De otro modo no se ve la secuencia de eventos previos que anticipó la ruptura entre el adolescente y el sistema educativo. Esta ruptura es un momento, un hito, dentro de una trayectoria escolar que se debilitó a lo largo del tiempo. Por eso es importante este análisis longitudinal que capte cómo se desgastó el vínculo entre familias, estudiantes y escuela hasta el momento en que el estudiante la dejó.
En la actualidad la escuela se caracteriza por su capacidad para incorporar a prácticamente a toda la población en el nivel primario entre los 6 y 8 años. Su nudo crítico no es el acceso al sistema, sino su dificultad para retener a los estudiantes hasta el momento de su graduación. Desde la perspectiva de las trayectorias escolares la dificultad mayor radica en la retención, en el sostenimiento del vínculo de escolarización a lo largo del tiempo y en su reconstrucción cuando este ha sido disuelto por diversas circunstancias.
Con la pretensión de superar estas limitaciones conceptuales, otras investigaciones conciben al abandono como el resultado de un proceso dinámico que generalmente se desarrolla a lo largo del tiempo y en el que pueden confluir factores sociales, económicos, familiares, cognitivos, e institucionales experimentados a lo largo del curso de vida de los adolescentes. El análisis de las trayectorias de vida de los estudiantes que abandonaron la escuela, los contextos familiares, las situaciones económicas y la propia experiencia escolar hacen evidente que se trata de un proceso más complejo, en el cual distintos factores conforman un escenario que facilita o promueve la decisión de desertar.

#### Aportes del enfoque del abandono escolar como hito en una trayectoria
Los aportes de los enfoques diacrónicos son múltiples y diversos.
-Permiten hacer visible el proceso de abandono escolar y muestra que si bien es una decisión personal, es el resultado final de un proceso de desenganche complejo y polifacético. El abandono es la culminación de una trayectoria de resistencia a la participación en el sistema educativo. El fracaso escolar aparece como una combinación del desinterés y la dificultad. El proceso de salida del sistema educativo incluye retrasos, malas notas, desatención, indisciplina y absentismo. También se habla de desmovilización, descuelgue, desenganche, absentismo virtual o absentismo interior, no afiliación, no pertenencia, etcétera.
-Ayuda a disolver el esencialismo que separa a los buenos de los malos alumnos. Todos los estudiantes se encuentran en riesgo de disolución de los vínculos escolares, de lazos que se desgastan y requieren ser refundados en forma permanente. Desde la perspectiva de cada adolescente, la promesa de que el tránsito por el sistema educativo formal es una vía privilegiada para acceder al trabajo, al bienestar, a la autonomía y al ejercicio y disfrute de la ciudadanía no tiene el mismo sentido ni es perceptible para todos por igual.
-Es útil también para identificar matices en la multiplicidad de factores asociados al abandono escolar: los jerarquiza y al ordenarlos dentro del ciclo vital permite comprender el modo en que las mismas desventajas sociales se expresan en formas diversas a lo largo de la vida.

#### Cómo influyen las carencias económicas en el abandono escolar
Los estudios sobre abandono escolar de uno y otro enfoque coinciden en que las carencias materiales son la causa más intensamente vinculada con la interrupción de la trayectoria escolar. Sin embargo, las privaciones materiales persistentes y acumuladas por generaciones no operan siempre en forma directa o lineal. Afecta a través de sus marcas y de las prácticas que trae aparejadas en los propios adolescentes en diálogo con sus familias.

#### Abandono escolar entre los 7 y 12 años
Cuando la interrupción de las trayectorias escolares se produce durante la infancia las familias de los niños desescolarizados señalan que las privaciones económicas son la causa principal por la cual no logran sostener la escolarización de sus hijos. El segundo grupo de respuestas se concentra en los problemas derivados de la falta de oferta de servicios educativos. Las familias no mandan a los chicos a la escuela porque no hay escuelas cerca de donde viven. Un tercer grupo de familias –más reducido que los anteriores– mencionan que sus hijos no van a la escuela porque sufren enfermedades crónicas o discapacidades permanentes. Por último, hay familias que aún infringiendo la ley postergan la escolarización de sus hijos para permitir que puedan trabajar y complementar de este modo los magros ingresos del hogar.

#### Abandono escolar adolescente
El abandono escolar durante la adolescencia es percibido en el 90% de los casos como causa y consecuencia de la intensificación de la participación de los adolescentes en las dinámicas familiares destinadas a garantizar su subsistencia. En efecto, el trabajo de cuidados y el trabajo de mercado es mencionado por más del 90% de los adolescentes y sus referentes adultos como la razón principal de desescolarización. Según D'Alessandre, la marca de género es muy fuerte. Los adolescentes varones que interrumpieron sus estudios se encuentran en su mayoría trabajan fuera del hogar. Las mujeres son quienes se dedican al cuidado directo de las personas dependientes: sus hermanos pequeños, sus propios hijos, familiares discapacitados y/o ancianos.

### El enfoque centrado en las dinámicas familiares: trayectorias escolares mediadas
Este enfoque busca analizar las trayectorias escolares haciendo foco en las dinámicas familiares. Permite dar cuenta de que las trayectorias escolares son sostenidas familiarmente y producidas a lo largo del tiempo. Este abordaje es un buen modo para mostrar el lugar central que ocupa la familia en la definición del curso y orientación de las trayectorias escolares. También revela la influencia de las estrategias de las familias para garantizar su subsistencia en la trayectoria escolar de esos niños. La relación que los niños y adolescentes establecen con el sistema educativo está inevitablemente mediada por los recursos simbólicos y materiales con los que cuenten las familias para acompañar y sostenerla.
Desde este enfoque queda claro que hay una continuidad entre la situación de los niños y la de los adolescentes desescolarizados. La inmensa mayoría de los motivos que tanto en los niños como en los adolescentes desencadenan la ruptura del lazo con el sistema educativo forman parte de estrategias emergentes para afrontar la crisis de subsistencia de las familias de las cuales forman parte.

#### Influencia de las estrategias de subsistencia de las familias en el abandono escolar
En la infancia las dinámicas familiares están sujetas casi exclusivamente a las decisiones de los adultos. La escolarización de los niños depende de sus recursos y capacidades para construir las condiciones de posibilidad de escolarización de quienes están bajo su cuidado. La alusión a las privaciones económicas o a la imposibilidad de migrar en contextos de déficit de servicios refieren a algunos de los recursos básicos e indispensables para, desde la perspectiva de las familias, garantizar el derecho a la educación de los más chicos. Llegada la adolescencia, la centralidad de la familia tiene la misma relevancia pero, desde la perspectiva de los adolescentes, se expresa de un nuevo modo.
En este enfoque queda en evidencia la irreductible materialidad del lazo con el sistema educativo. Su fortaleza depende necesariamente de las oportunidades con las que cuente cada familia para obtener un conjunto de recursos materiales básicos, el modo en que estos son gestionados y transformados en vínculos capaces de proteger las trayectorias escolares de sus niños y adolescentes.
Este enfoque permite comprender que la interrupción de la trayectoria escolar de los adolescentes es, en muchos casos, consecuencia directa de los nuevos arreglos familiares orientados a procesar, gestionar y responder a las carencias y privaciones persistentes. El trabajo de cuidados y el trabajo de mercado pensado como obstáculo de la escolarización de mujeres y varones adolescentes expresa los nuevos roles que asumen los adolescentes de las familias más pobres una vez que dejaron de ser niños. Débora Kantor sostiene que intrincadas historias familiares colocan muchas veces a estos jóvenes en situaciones de vida que no se corresponden con su edad. Los adolescentes van haciéndose cargo de responsabilidades que los adultos no se encuentran en condiciones de asumir. Se transforman en adultos pese a no querer serlo.

#### La importancia de la familia como acompañamiento en la trayectoria escolar
Cuando la familia no cuenta con los recursos mínimos para que los niños no abandonen la escuela reproduce sus desventajas iniciales de diversas formas. Es incapaz de proteger el derecho de los adolescentes a ser receptores de sus cuidados. Al respecto Binstock y Cerruti señalan que la comparación entre jóvenes con buen y bajo rendimiento muestra que los primeros cuentan más frecuentemente con familias que no sólo les han transmitido el valor de la educación, sino que también han dedicado tiempo y esfuerzo para acompañarlos y asistirlos a lo largo de la experiencia educativa. Estos grupos familiares han podido transmitirle a sus jóvenes la importancia de la responsabilidad personal, lo que se manifiesta en un mayor grado de dedicación no sólo respecto del estudio sino también respecto de actividades domésticas y de ayuda familiar.

#### Adolescentes que se transforman prematuramente en adultos
Al estar entre la infancia y la adultez, muchos adolescentes, particularmente de los sectores sociales más pobres, se vuelcan a un lado de la balanza, involucrándose de lleno en el sostenimiento de sus familias de crianza o en la conformación de una nueva familia. Fernández Enguita y otros autores13 señalan que abandonar los estudios se concibe como una transición a la vida adulta. A la hora de tomar la decisión de abandonar los estudios, uno de los motivos fundamentales aludidos en las entrevistas es buscar un trabajo, o dar pasos hacia una vida adulta en pareja, con hijos o sin ellos.
Muchos estudios como el de Zelnik muestran que el desempeño escolar y las aspiraciones educativas están asociadas con una postergación en la formación de noviazgos y en la iniciación sexual. En cambio, las trayectorias escolares interrumpidas coinciden con adolescentes que dejaron de ser niños de forma temprana. Muchas veces los adultos que no pueden proteger la trayectoria escolar de los adolescentes a su cargo han sido también obligados a saltar a la vida adulta antes de tiempo.
Estos adolescentes que se emancipan de sus familias de crianza lo hacen cuando todavía no han logrado finalizar la experiencia escolar indispensable para desarrollarse como ciudadanos libres, con la posibilidad de elegir el rumbo de sus vidas, capaces de integrarse al mercado laboral y obtener ingresos suficientes para acceder a un mínimo de bienestar. En su búsqueda obligada por reducir la carga de cuidado de sus familias de origen, se apartan de uno de los caminos que las sociedades señalan como el más promisorio para acceder a un futuro diferente.

#### El impacto del género en el abandono escolar
Los nuevos roles de los adolescentes que abandonan la escuela están estrechamente asociados a su condición de género. En consecuencia reproducen las desigualdades históricas. Las distintas realidades y vivencias ponen de manifiesto diferentes expectativas y formas de resolver la situación problemática según el sexo. Según Kantor, hay formas que remiten a roles tradicionales y a estereotipos de varones y mujeres, donde los mandatos se asumen más naturalmente de acuerdo al sexo de pertenencia: las mujeres a cuidar los niños, los varones a procurar el sustento económico.
En efecto, de acuerdo con el SITEAL, más del 70% de quienes señalan motivos laborales como causa principal de deserción son varones, en contraste con el 97% de mujeres registradas entre quienes indican que la maternidad y las tareas asociadas a la reproducción de la vida doméstica constituyen la causa principal de abandono escolar.